# 剣翔桃太郎
剣翔 桃太郎（つるぎしょう ももたろう、1991年7月27日 - ）は、東京都葛飾区出身で追手風部屋所属の現役大相撲力士。本名は安彦 剣太郎（あびこ けんたろう）。身長185.0cm、体重203kg、血液型はB型。最高位は東前頭6枚目（2024年3月場所）。得意手は右四つ、寄り。

## 来歴

### アマチュア時代
葛飾区立南奥戸小学校2年生の時に祖父から「優勝したら小遣いをやる」と言われて小遣い稼ぎのつもりでわんぱく相撲の大会に参加するようになると、葛飾区内では無敵の強さを誇るようになった。4年生から参加できる都大会への参加が決まるとその優勝賞金は倍に増やされたが、結果は1回戦負け。この時に相撲に負けたこと自体を悔しく感じたことで本格的に相撲を始める事を決意し、地元の葛飾白鳥相撲教室で稽古を始めるようになった。5年時にはわんぱく相撲全国大会ベスト8の実績を残した。同学年の千代嵐とは出身地が近いことからアマチュア時代は何度も顔が合ったという。この5年時には2つ年上の英乃海と1つ年下の翔猿兄弟も葛飾白鳥相撲教室に移籍して稽古を行っている。翔猿とは小学校は別だが幼稚園も一緒の幼馴染である。同郷の千代大龍が小学6年生で相撲を始めた当初は自身が稽古に協力したと伝わるが、自身は千代大龍より3学年下なので千代大龍が中学に進学してからは面識が無くなったという。
千代大龍、英乃海と同じく葛飾区立大道中学校に進学。翌年には翔猿も入学する。3年時には全国都道府県別中学選手権3位に輝いた。
先輩である英乃海の後を追って埼玉栄高等学校に進学。翌年には翔猿も入学する。3年時に高校総体団体優勝、全日本ジュニア体重別選手権100キロ以上級優勝など活躍を見せ、アマチュア時代の実績はこの頃が最も充実していた。
日本大学文理学部体育学科に進学後は、稽古に真面目に取り組まずに遊ぶようになってしまったという。なお、翌年には翔猿も経済学部経済学科に入学している。2年次の終わりで改心して団体戦レギュラーの座を掴むも、3年次のとき左肘の靭帯を負傷している。個人戦では1年から4年連続で全日本相撲選手権大会出場を果たし1年次と2年次にベスト32の結果を残したが、もう一つのところでタイトルを逃してしまい、結局大学時代は個人無冠に終わった。
なお、大学の同期生には後に大相撲でも同部屋となる大翔丸がいる。

### 大相撲力士として
大学卒業間際に日本大学の1年先輩である遠藤を追う形で追手風部屋に入門した。動機は本人曰く「入門するなら勢いのある部屋がいい」とのことで、遠藤から刺激を受けることを望んだという。また、華やかな力士生活を送る遠藤を見て「いいなぁ、俺もああなりたい」と憧れていたという。
初土俵の2014年1月場所で、3戦全勝で一番出世。翌3月場所、続く5月場所もそれぞれ7戦全勝として序ノ口優勝、序二段優勝の結果を残した。7月場所は始まる前から優勝した気になり油断したため、7番相撲で飛燕力に敗れて三段目優勝を逃した。幕下に昇進した9月場所では、高校・大学の先輩で、場所後に十両昇進を決めた英乃海にこの場所唯一の土をつけ、最後の相撲では幼少期から何度も対戦した千代嵐と対戦し、勝利。幕下優勝を飾った。優勝インタビューでは「今場所は思い切り当たれる相撲がなく、余裕がなかった。まだ自分には筋肉や本当の地力がなく、感覚だけで取っている。（幕下上位の）来場所は、まずは勝ち越しを目標にしたい」と場所の総括を兼ねて抱負を語っていた。前相撲デビューから6場所目にして関取目前となる東幕下4枚目まで昇進した11月場所は、最後の相撲で負けて初土俵以来初の負け越しを喫した。
2015年3月場所で再び東幕下4枚目に戻ると今度は勝ち越した。その後1場所の負け越しはあったものの、幕下5枚目以内の番付で関取を窺う場所が続き、9月場所の時点で幕下5枚目以内での勝ち越しが3回を数えたにもかかわらず十両昇進が見送られた際は相撲雑誌に「5枚目以内で3回の勝ち越しで上がれなかったケースは全く珍しい」と投書が送られた。しかし東幕下筆頭とした同年11月場所を5勝2敗と勝ち越して十両昇進を果たした。十両昇進と同時に、これまで本名のままだった四股名を本名の「剣」と師匠の四股名の「翔」を入れた「剣翔」と改め、下の名も周りからそう呼ばれていて強いイメージがあることから「桃太郎」に改めた。
2016年1月場所では千秋楽までもつれたものの8勝7敗と勝ち越し。この場所では奇しくも、自身と同時に新十両を手にした千代翔馬が同じ十両12枚目（剣翔は東、千代翔馬は西）でこれも同じ8勝7敗の成績を残している。その後は7～8勝の小幅の勝ち越しか負け越しを重ねる形で十両に定着したが、十両9場所目となった2017年5月場所は6日目の朝乃山戦で下手投げで敗れた際に腰を痛め、残りの相撲の出場が危ぶまれる中で皆勤はしたが6勝9敗と、初めて7勝を挙げられずに終えることとなった。
2018年1月場所も7勝8敗で終え、2018年3月場所前の記事では「そろそろ殻を打ち破る活躍を期待したい」と書かれた。しかし、3月場所では殻を打ち破るどころか、自身初めての二桁黒星となる、4勝11敗と大きく負け越した。東十両14枚目で踏みとどまった5月場所では、逆に自身初めての二桁白星となり、3月場所とは勝ち数と負け数が逆の11勝4敗を記録した。千秋楽は勝てば十両優勝となる相星決戦で阿武咲との取組だったが、敗れて初めての十両優勝はならなかった。9月場所は自身6度目の7勝8敗となり、「8勝すれば安心しちゃうし、8敗するとヤバいと思う。気持ちの問題ですね」と反省し、27歳になった身として「もう上を目指さないといけませんね」と焦りを見せた。
2019年3月場所は6勝9敗と負け越し、翌5月場所は若干番付運に恵まれず3枚半下降となる東十両10枚目の地位を与えられた。7月場所は5勝2敗で迎えた中日から連勝し、14日目に初の十両優勝を決めた。最終的に13勝2敗と、自己最高の成績を残し十両優勝に花を添えるとともに、9月場所での新入幕を確実にした。11代追手風が創設した追手風部屋からは9人目となる幕内力士が誕生した。
9月場所は13日目まで優勝争いに加わったが、14日目に4敗目を喫して事実上優勝戦線から脱落。千秋楽も黒星で場所を10勝5敗で終えたが、敢闘賞の受賞が決定した。11月場所は幸運にも7枚上昇で自己最高位となる前頭7枚目の地位を与えられた｡この場所は8日目まで5勝3敗とまずまずだったが、9日目からまさかの6連敗を喫し、千秋楽は照強を叩き込んだが、6勝9敗と負け越し。
2020年初場所は2勝3敗で迎えた6日目の志摩ノ海戦で敗れた際に左ヒザを負傷し、休場こそしなかったが6勝9敗と2場所連続の負け越し。3月場所では、初日勝ったものの2日目から3連敗し、5日目から休場した。
2021年1月場所は東十両8枚目の地位で迎える。14日目終了時点で11勝3敗、千秋楽の勢戦に勝利すれば十両優勝であったが、勢が前日の取り組みで左手親指の付け根を負傷、後に診断で骨折が判明して休場した為、不戦勝で相撲を取らずに2度目の十両優勝を果たした。3月場所は1年ぶりに幕内の地位で土俵に上がることとなった。場所前には、2020年3月場所で断裂した前十字靭帯は再建していないままであることが報じられた。再入幕で臨んだ5月場所に勝ち越し、7月場所で4勝11敗と負け越し。前頭10枚目で臨んだ9月場所は発熱により4日目に休場が発表された。PCR検査陰性で新型コロナウイルス感染が確認されなかったため、5日目から再出場。発熱は蜂窩織炎が原因で、右脚の痛みもあり、1日2度の点滴を受けての強行出場であったが、5勝10敗と負け越す結果となった。十両筆頭で臨んだ11月場所には勝ち越している。
2022年1月場所は幕内で迎えたが、6勝9敗で負け越し。千秋楽（23日）のリモート取材で、当日午前0時ごろに自宅マンションで空き巣被害に気付いて警察に通報、午前3時まで事情を聞かれ、ほとんど眠れなかったことを明かした。幕内残留が厳しい結果と併せて「悪いこと続きなので、これからいいことが続けば」と話している。
4月26日の協会による関取衆の身長・体重の発表で、200kgの大台に乗ったことが明らかとなった。この発表時点で200kg以上の関取は、自身と211kgの逸ノ城のみ。
6月12日の部屋での稽古の際には「もう1回関脇陣とやりたいです」と、5月場所13日目に関脇・若元春、14日目に関脇・豊昇龍、千秋楽に元大関・朝乃山といった強豪に3連敗していることに触れつつ、7月場所でのリベンジを誓った。9月場所前は蜂窩織炎で41度の熱に苦しめられるなど満足に稽古できなかった上に、場所直前には祖母が死去する不幸に見舞われた。そんな中でも場所では11日目に勝ち越しを決めるなど好調。勝ち越しを確定させた際に「もって1、2週間と言われて入院してから4カ月。おばあちゃんが勝たせてくれているかな」と語っている。東十両3枚目で迎えた11月場所、初日から6連勝するなど好調で10日目に勝ち越し、最終的に10勝5敗で1場所で幕内復帰。
2024年3月場所4日目、平戸海に上手出し投げで敗れた際、ゴリゴリと音を立てて古傷の左膝を痛めて土俵上で動けなくなり、場内が騒然とし、親方衆と共に、この場所から土俵近くに常駐することになった救急救命士も駆けつけて救護作業に力を注いだ。剣翔は自力で起き上がれず車椅子で搬送され、翌日から休場した。
幕尻の東前頭17枚目で迎えた5月場所、2、3日目の連勝で一旦白星先行したもののそこから4連敗、更に9日目から千秋楽まで7連敗し3勝12敗、10場所ぶりの十両が確実となった。9月場所は6勝8敗1休となったが、11月場所は番付運に恵まれて半枚降下に留まった。

## 取り口
新入幕時の報道によると立合いは10種類以上あり、対戦相手を研究する際は2～3年ほど遡って過去の取組を調べているという。一方、持病の腰痛の具合が悪い場所では不成績に終わりがち。
2021年9月場所2日目の魁聖戦で黒星を喫した後には「（体重が増え）重さは出たが、動きは少し鈍くなっている。絞っていきたいと思っている。（ここから）怖がらず、思い切り相撲をとりたい」と太り過ぎを自覚するようなコメントを残している。
2022年1月場所12日目の千代大龍戦では立ち合いで右フックのような強烈な張り手を披露(取組は寄り切りで剣翔の勝ち)しており、取組後に千代大龍がふらついたことからABEMA大相撲中継のコメント欄で話題になった。
左膝を痛めて以降の時期である2025年5月場所中日の志摩ノ海戦では、余りの左膝の状態の悪さに全くの無抵抗で自ら土俵を割り、勝った志摩ノ海も唖然としており館内やABEMA大相撲中継の視聴者も騒然としていた。

## 人物
- 趣味は寝ること。
- 好物は肉、マシュマロ、桃屋の『ごはんですよ!』[31]、クリームシチュー[32]、酒、スイーツ[33]。
- 好きな漫画はONE PIECE、こちら葛飾区亀有公園前派出所[32]。

## エピソード
- 2022年7月場所9日目の妙義龍との取組前、ABEMA大相撲中継でこの場所の前に収録されたインタビューが放送された。そこで剣翔は、知り合いの飼育しているマイクロブタについて熱弁[34]。
- 1998年の剣晃の早世から以前にも増して「剣」の字が避けられるようになって以降、「剣」が入る四股名で入幕した数少ない力士の一人である。剣は折れる物という意味合いから元より使用者が少なかったが、剣晃の死去から30年近くが過ぎた現在でもこの字を背負う幕内力士は剣翔以外では1場所だけ幕内を務めた剣武のみである。

## 主な成績
2025年7月場所終了現在

### 通算成績
- 通算成績：467勝442敗23休（69場所）
- 幕内成績：125勝153敗22休（20場所)

### 各段優勝
- 十両優勝：2回（2019年7月場所、2021年1月場所）
- 幕下優勝：1回（2014年9月場所）
- 序二段優勝：1回（2014年5月場所）
- 序ノ口優勝：1回（2014年3月場所）

### 三賞・金星
- 三賞：1回
  - 敢闘賞：1回（2019年9月場所）
- 金星：なし

### 場所別成績
| | 一月場所 初場所（東京） | 三月場所 春場所（大阪） | 五月場所 夏場所（東京） | 七月場所 名古屋場所（愛知） | 九月場所 秋場所（東京） | 十一月場所 九州場所（福岡） |
| --- | ----------------------- | ----------------------- | ----------------------- | --------------------------- | ----------------------- | --------------------------- |
| 2014年 （平成26年） | （前相撲）              | 西序ノ口12枚目 優勝 7–0 | 西序二段11枚目 優勝 7–0 | 東三段目21枚目 6–1          | 東幕下42枚目 優勝 7–0   | 東幕下4枚目 3–4             |
| 2015年 （平成27年） | 東幕下8枚目 5–2         | 東幕下4枚目 4–3         | 西幕下3枚目 4–3         | 西幕下2枚目 3–4             | 西幕下5枚目 5–2         | 東幕下筆頭 5–2              |
| 2016年 （平成28年） | 東十両12枚目 8–7        | 西十両9枚目 7–8         | 西十両10枚目 8–7        | 東十両10枚目 8–7            | 東十両9枚目 8–7         | 西十両5枚目 7–8             |
| 2017年 （平成29年） | 西十両8枚目 8–7         | 東十両8枚目 8–7         | 西十両6枚目 6–9         | 西十両9枚目 8–7             | 東十両8枚目 7–8         | 西十両8枚目 8–7             |
| 2018年 （平成30年） | 東十両6枚目 7–8         | 西十両7枚目 4–11        | 東十両14枚目 11–4       | 東十両7枚目 7–8             | 東十両8枚目 7–8         | 西十両8枚目 6–9             |
| 2019年 （平成31年 /令和元年） | 西十両11枚目 8–7        | 西十両6枚目 6–9         | 東十両10枚目 9–6        | 東十両6枚目 優勝 13–2       | 東前頭14枚目 10–5 敢    | 東前頭7枚目 6–9             |
| 2020年 （令和2年） | 東前頭12枚目 6–9        | 東前頭15枚目 1–4–10     | 感染症拡大 により中止   | 西十両7枚目 7–8             | 西十両8枚目 7–8         | 東十両9枚目 8–7             |
| 2021年 （令和3年） | 東十両8枚目 優勝 12–3   | 西前頭14枚目 9–6        | 東前頭8枚目 4–11        | 東前頭15枚目 8–7            | 西前頭13枚目 5–10       | 東十両筆頭 9–6              |
| 2022年 （令和4年） | 西前頭16枚目 6–9        | 西十両筆頭 7–8          | 西十両2枚目 10–5        | 東前頭14枚目 5–8–2          | 西前頭15枚目 5–10       | 東十両3枚目 10–5            |
| 2023年 （令和5年） | 東前頭15枚目 7–8        | 西前頭16枚目 8–7        | 西前頭15枚目 9–6        | 西前頭11枚目 5–10           | 西前頭16枚目 8–7        | 西前頭13枚目 9–6            |
| 2024年 （令和6年） | 東前頭11枚目 9–6        | 東前頭6枚目 2–3–10      | 東前頭17枚目 3–12       | 西十両5枚目 7–8             | 東十両7枚目 6–8–1       | 西十両7枚目 10–5            |
| 2025年 （令和7年） | 西十両3枚目 2–13        | 東十両11枚目 8–7        | 西十両9枚目 7–8         | 西十両9枚目 7–8             | x                       | x                           |
| 各欄の数字は、「勝ち-負け-休場」を示す。 優勝 引退 休場 十両 幕下 三賞：敢=敢闘賞、殊=殊勲賞、技=技能賞 その他：★=金星 番付階級：幕内 - 十両 - 幕下 - 三段目 - 序二段 - 序ノ口 幕内序列：横綱 - 大関 - 関脇 - 小結 - 前頭（「#数字」は各位内の序列） |                         |                         |                         |                             |                         |                             |

## 合い口
2025年7月場所終了現在
- 横綱・豊昇龍には1敗。豊昇龍の大関昇進前の対戦成績である。
- 横綱・大の里には1敗。大の里が大関昇進前の対戦成績である。
- 大関・琴櫻には3敗。琴櫻の大関昇進前の対戦成績である。
- 元大関・朝乃山には1敗。朝乃山が大関陥落後、幕内に復帰した時の対戦である。
- 元大関・御嶽海には3勝1敗。いずれも御嶽海の大関陥落後の対戦成績である。
- 元大関・正代には1勝1敗。いずれも正代の大関陥落後の対戦成績である。
- 元大関・霧島には2敗。霧島の大関昇進前の対戦成績である。

以下横綱・大関の引退力士
- 元大関・琴奨菊には2敗。いずれも琴奨菊の大関陥落後の対戦成績である。
- 元大関・栃ノ心には1勝4敗。いずれも栃ノ心が大関陥落後の対戦成績である。

### 幕内対戦成績
| 力士名   | 勝数 | 負数 | 力士名   | 勝数 | 負数 | 力士名   | 勝数 | 負数 | 力士名   | 勝数 | 負数 |
| -------- | ---- | ---- | -------- | ---- | ---- | -------- | ---- | ---- | -------- | ---- | ---- |
| 碧山     | 4    | 6(1) | 明瀬山   | 1    | 0    | 天空海   | 1    | 1    | 朝乃山   | 0    | 1    |
| 東龍     | 1    | 4    | 熱海富士 | 1    | 0    | 阿炎     | 0    | 1    | 勢       | 1    | 1    |
| 石浦     | 2    | 4    | 逸ノ城   | 1    | 0    | 一山本   | 1    | 8    | 宇良     | 0    | 2    |
| 炎鵬     | 2    | 0    | 欧勝馬   | 1    | 0    | 阿武咲   | 4    | 2    | 王鵬     | 1    | 5    |
| 大の里   | 0    | 1    | 隠岐の海 | 1    | 2    | 魁聖     | 1    | 3    | 輝       | 3    | 5    |
| 北の若   | 1    | 0    | 霧馬山   | 0    | 2    | 金峰山   | 3    | 2    | 豪ノ山   | 0    | 2(1) |
| 琴恵光   | 3    | 6    | 琴ノ若   | 0    | 3    | 琴奨菊   | 0    | 2    | 琴勝峰   | 1    | 3    |
| 琴勇輝   | 0    | 1    | 佐田の海 | 7    | 0    | 島津海   | 1    | 0    | 志摩ノ海 | 0    | 4    |
| 正代     | 1    | 1    | 松鳳山   | 2    | 0    | 隆の勝   | 2    | 2    | 宝富士   | 6    | 5    |
| 玉鷲     | 0    | 4    | 美ノ海   | 2    | 1    | 千代翔馬 | 4    | 5    | 千代大龍 | 3    | 4    |
| 千代ノ皇 | 1    | 1    | 千代の国 | 2(1) | 2(1) | 千代丸   | 6    | 3    | 照強     | 4    | 2    |
| 東白龍   | 1    | 0    | 時疾風   | 1    | 0    | 德勝龍   | 2    | 1    | 栃煌山   | 1    | 1    |
| 栃ノ心   | 1    | 4    | 友風     | 3    | 0    | 豊ノ島   | 1    | 0    | 錦木     | 3    | 2    |
| 錦富士   | 1    | 4    | 英乃海   | 3    | 0    | 平戸海   | 1    | 4    | 武将山   | 2    | 1    |
| 豊昇龍   | 0    | 1    | 北勝富士 | 1    | 2    | 御嶽海   | 3    | 1    | 水戸龍   | 3    | 2    |
| 翠富士   | 3    | 1    | 妙義龍   | 5    | 2    | 明生     | 1    | 3    | 豊山     | 3    | 3    |
| 竜電     | 1    | 6    | 狼雅     | 0    | 2    | 若元春   | 1    | 2    |          |      |      |

(カッコ内は勝数、負数の中に占める不戦勝、不戦敗の数。太字は2025年7月場所終了現在、現役力士)

## 改名歴
- 安彦 剣太郎（あびこ けんたろう）：2014年1月場所 - 2015年11月場所
- 剣翔 桃太郎（つるぎしょう ももたろう）：2016年1月場所 -